# كز أوكبالا
كز أوكبالا (بالإنجليزية: KZ Okpala)‏ (مواليد 28 أبريل 1999) هو لاعب كرة سلة أمريكي يلعب في مركز لاعب هجوم صغير الجسم أو مدافع مسدد الهدف في نادي ميامي هيت.

## روابط خارجية
- كز أوكبالا على موقع إن بي أي (الإنجليزية)
- كز أوكبالا على موقع سبورتس رفرنس (الإنجليزية)
- كز أوكبالا على موقع كرة السلة الأوروبية.كوم (الإنجليزية)
- كز أوكبالا على موقع إي إس بي إن.كوم (الإنجليزية)
- كز أوكبالا على موقع كلية كرة السلة في سبورتس رفرنس.كوم (الإنجليزية)
- كز أوكبالا على موقع ريلجم (الإنجليزية)
- كز أوكبالا على موقع بروبوليرز (الإنجليزية)
- كز أوكبالا على موقع سبورتس رفرنس (الإنجليزية)
- كز أوكبالا على موقع أوليمبيديا (الإنجليزية)